# Paulo Lélis
Paulo Lélis (Sobral, 10 de junho de 1951 – 23 de janeiro de 2008) foi um radialista brasileiro.

## Biografia
Nascido e criado na capital cearense, Paulo Lélis formou-se pela metade, durante a década de 1970, em administração e como radialista, começando como contínuo na AM do Povo. Em 1985, passou a trabalhar no departamento de jornalismo da Rádio Verdes Mares, tornando-se coordenador de programação no ano seguinte. Posteriormente, apresentou vários programas da emissora, entre eles o humorístico Nas Garras da Patrulha.
Paulo morreu aos 56 anos na madrugada de 23 de janeiro de 2008, vítima de um infarto do miocárdio, enquanto dormia em sua casa. Cardíaco, o radialista lutava contra um câncer na língua acometido pouco antes de sua morte. Seu velório ocorreu à tarde, e seu corpo foi cremado no dia seguinte.